# Virslīga 1940-1941
Il campionato venne interrotto dopo poche partite a causa dell'aggressione sovietica contro le repubbliche baltiche avvenuta tra il 14 ed il 17 giugno 1940.

## Club partecipanti
- RFK Riga
- Rīgas Vilki
- ASK Rīga
- VEF Riga
- Hakoah Riga
- US Riga
- RKSB Riga
- RAFS Riga
- Lokomotive Riga
- Olimpija Liepāja (era l'unica squadra non proveniente da Riga)